# Волинська обласна державна адміністрація
Волинська обласна державна адміністрація — місцева державна адміністрація Волинської області.
У зв'язку з широкомасштабним вторгненням Росії 24 лютого 2022 року набула статусу військової адміністрації.

## Історія

### Чинний голова ОДА
З 8 листопада 2024 року — Рудницький Іван Львович.

## Структура

### Відділи та інші структурні підрозділи апарату
- Відділ із забезпечення діяльності керівництва
- Сектор прес-служби голови облдержадміністрації відділу забезпечення діяльності керівництва
- Організаційний відділ
- Відділ кадрової роботи
- Юридичний відділ
- Відділ інформаційно-комп'ютерного забезпечення
- Відділ роботи із зверненнями громадян
- Загальний відділ
- Відділ фінансово-господарського забезпечення
- Відділ взаємодії з правоохоронними органами та оборонної роботи
- Сектор контролю
- Сектор мобілізаційної роботи
- Сектор режимно-секретної роботи
- Відділ адміністрування Державного реєстру виборців

### Управління та інші структурні підрозділи
- Головне управління агропромислового розвитку
- Головне фінансове управління
- Головне управління економіки
- Головне управління праці, соціальних питань та у справах захисту населення від наслідків Чорнобильської катастрофи
- Головне управління промисловості та розвитку інфраструктури
- Головне управління містобудування, архітектури та житлово-комунального господарства
- Управління освіти, науки та молоді
- Управління охорони здоров'я
- Управління культури і туризму
- Управління у справах молоді та спорту
- Головне управління з питань внутрішньої політики та зв'язків з громадськістю
- Управління міжнародного співробітництва та європейської інтеграції
- Управління з питань надзвичайних ситуацій
- Служба у справах дітей
- Державний архів області
- Інспекція з якості та формування ресурсів сільськогосподарської продукції
- Інспекція державного технічного нагляду
- Обласний центр перепідготовки та підвищення кваліфікації працівників органів державної влади, органів місцевого самоврядування, державних підприємств, установ і організацій

## Керівництво
- Голова — Рудницький Іван Львович (з 08.11.2024);
- І заступник Голови — посада вакантна;
- Керівник апарату — Судаков Юрій Олексійович;
- Заступники Голови: Щербак Тетяна Василівна, Троханенко Олександр Васильович, Гупало Юрій Володимирович.

## Прийом громадян
Прийом громадян проводиться за адресою: м. Луцьк, Київський майдан, 9, облдержадміністрація, І поверх, каб № 123.